# Galeodes interritus
Galeodes interritus är en spindeldjursart som beskrevs av Roewer 1934. Galeodes interritus ingår i släktet Galeodes och familjen Galeodidae. Inga underarter finns listade i Catalogue of Life.